# 少年タケシ
『少年タケシ』は、フジテレビジョンのウェブサイト内のオリジナルコンテンツ。毎週、月・水・金の3回更新。1998年9月開設、2012年3月30日をもって更新休止。

## 概要
編集者のコイデヒロカズによる、お台場チャンネルの動画番組『ウルトラタケシ』が発端となり、デジタルコミックサイト『週刊少年タケシ』として開設。コイデが編集長を務めた。その後、『少年タケシ』のバックナンバーを有料配信する『デジタルコミック屋 タケシ堂』も展開された。
2006年1月19日にコイデが死去したことを受けて、『アインシュタイン』、『ウゴウゴルーガ』、『ガチャガチャポン!』などの番組を手がけたプロデューサー福原伸治（当時フジテレビ情報企画部）を二代目編集長に迎え、同年4月に多彩なコンテンツを有するWebマガジンとして大規模リニューアルを行った。書籍化やDVDマガジンの発行、イベント、5時間以上にわたる生ストリーミング配信など、Web発信の新しい試みを積極的に取り入れた。
2007年春から携帯コンテンツ版『ケータイタケシ』もスタートした。「ミス少年タケシ」として優木まおみ、「シスター少年タケシ」として多部未華子、「ミスケータイタケシ」として上原奈美がそれぞれ担当。
2011年に行われた「少年タケシイメージガールズ」のオーディションでは、1000人以上の応募の中から、高咲里音、小蔵麻美、松本桃花が選ばれた。

## コンテンツ

### デジタルコミック
人気漫画家からイラストレーター、アーティストなど、幅広い作家と作風のFlashアニメ。毎週金曜日更新。作品は単行本化されているものや、更新休止につき未完となっているものもある。
太字は更新休止時点の掲載作品。
| 作品名                    | 作者                               |
| ------------------------- | ---------------------------------- |
| ウクレレ女子U子ちゃん     | 青木俊直                           |
| ウクレレゆうこさん        | 青木俊直                           |
| ホ〜ちゃん                | 朝倉世界一                         |
| コマコマアニメ            | 新井雄次                           |
| 3年Bクラス!キャンパチ先生 | おおたまこと                       |
| アポロ犬                  | おおたまこと                       |
| ひとくちゲーム            | ガラクタコージョー                 |
| QB                        | ガラクタコージョー                 |
| 七夕委員                  | 今日マチ子                         |
| poppilia                  | 黒宇                               |
| パグニュース              | ケイト・アロー                     |
| サブマリンZ               | ケンチャンネル                     |
| onaraどうぶつえん         | サトウケンジロウ                   |
| 山賊お母さん              | 佐藤大輔                           |
| ごきげん? ミカコさん      | サヲリブラウン                     |
| ミュータンとあそぼ!       | シャチ                             |
| ジョンとレイコ            | シャチ                             |
| ミカンせいじんグリル      | 白佐木和馬                         |
| ヘナチョ科ヘナチョ        | 白佐木和馬                         |
| サイキック学園            | 辛酸なめ子                         |
| けつライダー              | たまがるご                         |
| おれのけつ                | たまがるご                         |
| おにぎりライダー          | たまがるご                         |
| サイボーグ7人夏物語       | 土佐正道                           |
| 土佐日記                  | 土佐正道                           |
| ぐらんぶるう              | 土佐正道                           |
| しりマニア・ファミリー    | 土佐正道                           |
| ロバート9+                | 中田仙次郎                         |
| 小岩井課長の憂鬱          | 中田仙次郎                         |
| ハイ★キング               | natsu                              |
| スミレ★マシーン           | natsu                              |
| 足裏のコッコちゃん        | 七                                 |
| そよかぜソバージュ        | 七                                 |
| オムツてんてん            | nolabit（秋元きつね・井上雪子）    |
| ALLY GOT SUN              | パセ・ドゥ・ボン                   |
| 恐い話                    | 花くまゆうさく                     |
| 西日暮里ブルース          | ピョコタン                         |
| M.T.F                     | ふじ                               |
| タカマガハラ!             | ふじ                               |
| ケロンピー                | まきまき                           |
| ぬるまゆアワー            | ミムラマキコ                       |
| 元祖天才ビニッ子パピー    | 桃吐マキル                         |
| ○○屋漁子ちゃん            | 桃吐マキル☆プチワラ                |
| 浪花実録シリーズ          | Yadiweb                            |
| Rodney Fun Comic          | ロドニー・アラン・グリーンブラット |
| みんなのうら              | ケースケ                           |

### 連載コラム
毎週水曜日更新。
- 多部未華子の図書委員だより→谷内里早の図書委員だより
- ゴロツキはいつも食卓を襲う - 福田里香
- 学校では教えてくれないお金の付き合い方 - 内藤忍
- 牛込の和寿子荘 - 能町みね子
- コンテンツで読む'10年代 - 宇野常寛
- 中年IT革命 おやじ虫日記 - おやじ虫
- 皇室のきょうかしょ〜Imperial Mind〜 - 竹田恒泰
- はじめてのDIY - 毛利嘉孝
- 株のツボ - 山崎元
- ブログ・ライティング - 駒沢敏器
- ホラグラフ - 桑嶋維
- それでもポップか? - 中村伊知哉
- 家政婦は見タンカ - 笹公人／サヲリブラウン
- 助けろ!FSM - D[di:]

### Webグラビア
- デジ★タケシ - 「世界初！触れるグラビア」をテーマに、映像グラビアにインタラクティブな遊びを加えた。『週刊アスキー』との連動企画。

### 読者参加企画
- タケシ倶楽部 - 「エア」を合い言葉に画像・動画投稿を主体にした読者参加型ページ。エアギターJapan公認コーナー。
- PerfumeのMV作ってくれんかねぇ? - Perfumeとのコラボレーション企画。楽曲「SEVENTH HEAVEN」のオリジナルMVを募集。

## DVD
- DVD少年タケシ創刊号（フジテレビデジタルコンテンツ局 / リバプール、2006年12月8日発売）

## 書籍
- 少年タケシ創刊号（フジテレビ出版 / 扶桑社、2006年2月14日発売）